# Hornlund

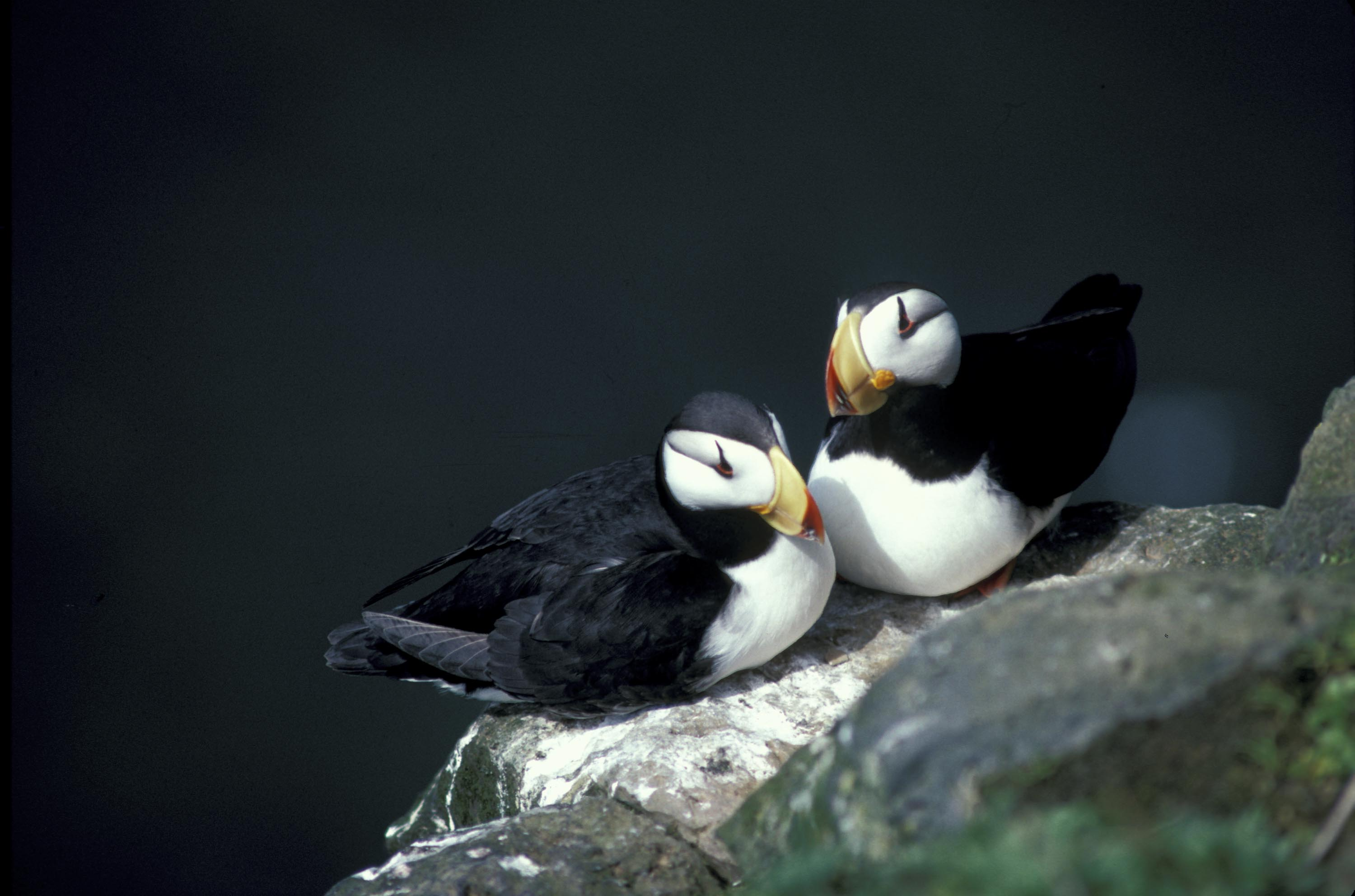
Ein Paar Hornlunde

Der Hornlund (Fratercula corniculata) ist eine Art aus der Familie der Alkenvögel. Der Hornlund ist ähnlich wie der im Atlantik verbreitete Papageitaucher ein kräftig gebauter, mittelgroßer Alkenvogel mit einem massigen aber schmalen Schnabel. Anders als der Papageitaucher hat der Hornlund aber während der Brutzeit einen gelben Schnabel mit roter Spitze. Er ist ein Meeresvogel des nördlichen Pazifiks, der nach Fischen taucht. Es werden für diese Art keine Unterarten beschrieben.
Die Bestandssituation des Hornlunds wurde 2016 in der Roten Liste gefährdeter Arten der IUCN als „Least Concern (LC)“ = „nicht gefährdet“ eingestuft.

## Erscheinungsbild

### Allgemeine Merkmale
Der Hornlund erreicht eine Körperlänge von 38 Zentimeter. Der Sexualdimorphismus ist nicht sehr ausgeprägt, aber Männchen haben tendenziell etwas längere Beine und Flügel. Männchen wiegen zwischen 531 und 754 Gramm und Weibchen zwischen 499 und 691 Gramm. Der Schnabel ist deutlich größer als beim Papageitaucher. Beine, Zehen und Schwimmhäute sind leuchtend orange. Der Flug ist gradlinig, mit schnellen, flachen Flügelschlägen. Ähnlich wie der Papageitaucher hat der Hornlund an Land eine aufrechte Körperhaltung. Er steht nur auf seinen Zehen. An Land ist der Hornlund sehr agil, er läuft in einer nach vorne geneigten Körperhaltung.

### Pracht- und Schlichtkleid
Im Prachtkleid sind der Rücken, die Flügeldecken und der Schwanz schwarz. Der Scheitel und der Nacken sind gräulich, die Körperunterseite ist weiß, allerdings sind Kehle und Kinn schwarz. Um das dunkle Auge verläuft ein dünner rötlicher Augenring und darum herum ein dunkler, unbefiederter Hautlappen, der hornartig spitz zum Oberkopf ausläuft. Eine weitere dunkle Linie verläuft vom Ende des Auges zum Nacken. Diese namensgebende Gesichtszeichnung fällt vor allem im Prachtkleid auf, wenn die Gesichtsmaske leuchtend weiß ist. Der Schnabel ist gelb mit einer roten Spitze.
Im Schlichtkleid ist der Schnabel dunkler und kleiner. Die Schnabelspitze ist nach wie vor rot. Der Augenring ist dann braun, die Beine blass fleischfarben. Die Gesichtsmaske ist graubraun und hellt hinter dem Auge in ein silbergrau auf. Jungvögel gleichen Adulten im Schlichtkleid, haben aber einen kürzeren und durchgängig braunen Schnabel. Ihre Wangen sind rußfarben. Junge, noch nicht geschlechtsreife Vögel unterscheiden sich im Prachtkleid von den Brutvögeln durch einen weniger ausgeprägten Schnabel.

### Verwechslungsmöglichkeiten
Verwechslungsmöglichkeiten mit anderen Alkenvögeln besteht normalerweise nicht. Lediglich im Flug kann der Hornlund aus der Entfernung mit dem Nashornalk oder Lummen verwechselt werden. Aber auch aus der Entfernung fällt der im Vergleich zu Lummen deutlich größere Schnabel auf. Der Hornlund hat außerdem stärker gerundete Flügel und einen langsameren Flügelschlag. Verglichen mit dem Nashornalk ist der Schwarzweiß-Kontrast des Gefieder deutlicher ausgeprägt. Der Nashornalk hat außerdem einen spitzer zulaufenden Schnabel.

## Verbreitung

Verbreitungsgebiet des Hornlunds

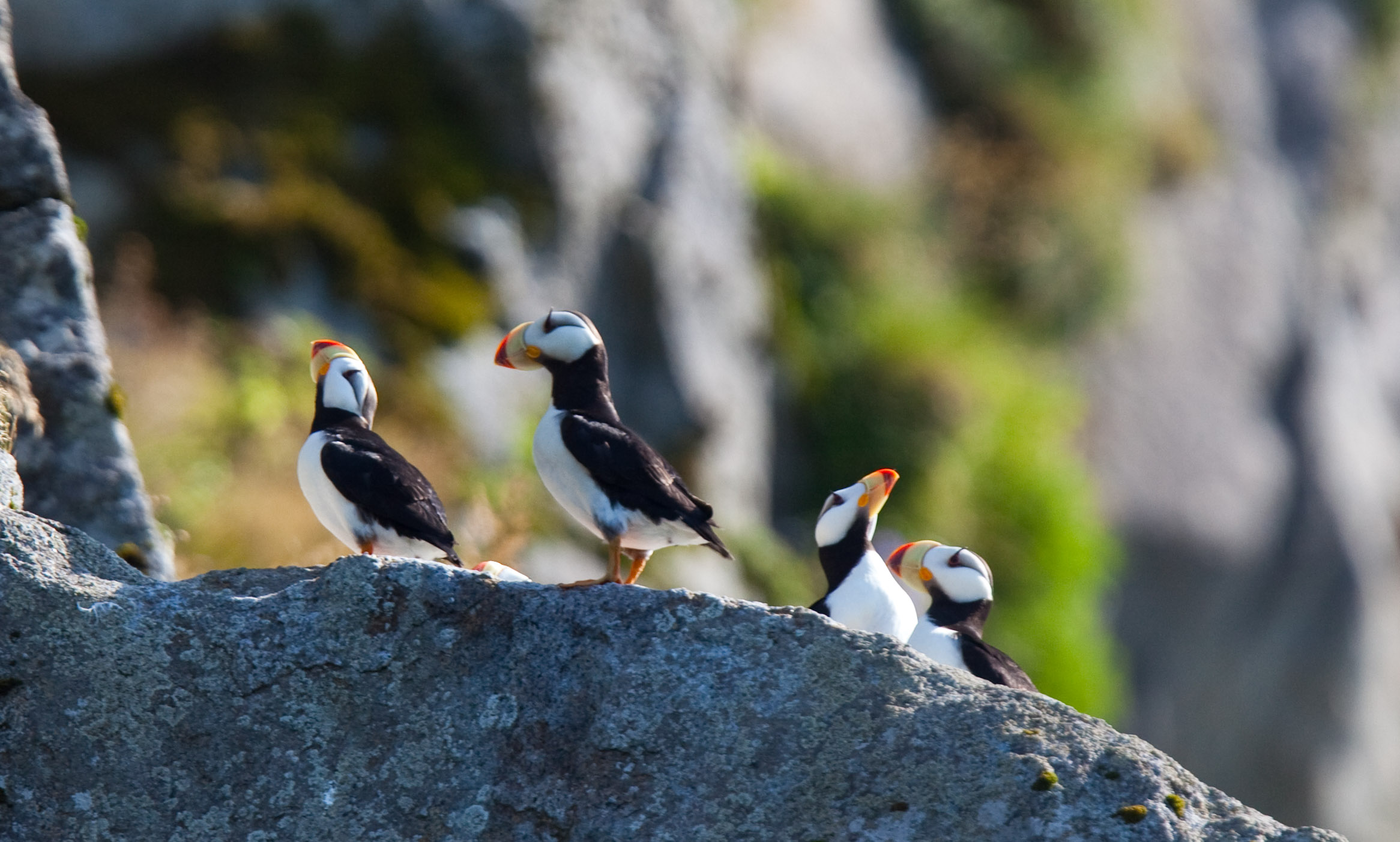
Hornlunde vor Alaska

Der Hornlund ist im Nordpazifik eine weit verbreitete Art. An der Küste Nordamerikas brütet er von British Columbia über den Südosten Alaskas, Kodiak, Semidi und Shumagin, der Alaska-Halbinseln und den Aleuten bis zur Rat Island. Brutkolonien befinden sich unter anderem auf den Pribilof Islands, der St.-Matthew-Insel, der Hall-Insel, der Sankt-Lorenz-Insel und entlang der Küste der Seward-Halbinsel sowie Cape Thompson und Cape Lisburne, die beide zu Alaska gehören. Hornlunde brüten auch auf der Wrangel-Insel sowie auf der Tschuktschen-Halbinsel. Sie besiedeln außerdem die gesamte russische Küste der Bering-See bis zum Kronozki-Naturreservat, den Kommandeurinseln und den Kurilen. Sie kommen außerdem an der Nordküste des Ochotskischen Meers sowie auf Teilen von Sachalin vor.
Wie andere Lunde überwintern Hornlunde fernab der Küste und sind dann im Nordpazifik weit verbreitet. Einige Hornlunde verbleiben in der Region ihrer Brutgebiete, sofern sie nicht vom Meereis gezwungen werden, nach Süden zu wandern. Während des Winterhalbjahres sind sie häufig in der Nähe der Kurilen, Sachalin, Kamtschatka und den Kommandeurinseln zu beobachten. Einzelne Vögel werden auch vor der Küste von British Columbia sowie Japan bis nach Honshū beobachtet. Vereinzelt sind Hornlunde dann auch bis Kalifornien und Niederkalifornien zu sehen.

## Nahrung und Nahrungsweise
Hornlunde sind pelagische Seevögel, die sich mit Ausnahme der Brutzeit fernab der Küsten aufhalten. Lediglich während der Fortpflanzungszeit suchen sie nach Nahrung in der Nähe ihrer Brutkolonien. Die Ernährungsweise adulter Hornlunde ist bislang noch nicht ausreichend untersucht, aber offensichtlich fressen sie während des Sommerhalbjahres Fisch, Tintenfische und Wirbellose. Jungvögel werden von den Elternvögel dagegen fast ausschließlich mit Fischen ernährt. Die Zusammensetzung variiert abhängig vom Verbreitungsgebiet, unter den Nahrungsfischen finden sich typischerweise jedoch Sandaale und Kapelane.

## Fortpflanzung
Hornlunde sind wie die meisten Seevögel Kolonienbrüter. Brutpaare verteidigen ihre Nesthöhle und das Männchen verteidigt seinen Partner. Zu den Aggressionsverhalten gehört eine Drohhaltung, bei der der Körper fast horizontal zum Boden ist, der Nacken weit gestreckt und der Kopf gesenkt ist. Zu den aggressiven Handlungen gehören gegenseitige Verfolgungen, ein Ergreifen des Schnabels oder der Federn an Kopf oder Nacken. Paarungen finden fast ausschließlich im Wasser statt.
Verglichen zu anderen Alkenvögeln ist das Fortpflanzungsverhalten noch verhältnismäßig wenig untersucht. Sie kehren auf den Kurilen im April in die Kolonien zurück. Auf der Sankt-Lorenz-Insel dagegen erst zu Beginn Juni. Sie brüten an Felsklippen und gelegentlich auch auf Geröllhalden. Der Nistabstand ist verhältnismäßig groß. Auf der Insel Talan im Ochotskischen Meer betrug der Mindestabstand mindestens 1,5 Meter. Obwohl einige Kolonien sehr groß sind brüten sehr viele Hornlunde in Kolonien, die weniger als 1.000 Brutpaare umfassen. Das Nest befindet sich in einer Felsspalte oder unter Felsbrocken. Gelegentlich graben Hornlunde auch Nestbaue. Das eigentliche Nest wird mit Gras und einigen Federn ausgelegt. Die Eiablage findet im Golf von Alaska überwiegend zwischen dem 14. und 26. Juni statt. Auf der Sankt-Lorenz-Insel fällt der Höhepunkt der Eiablage dagegen auf den Zeitraum zwischen dem 20. und 28. Juni.
Das Gelege umfasst nur ein Ei. Es ist elliptisch bis oval und hat gelegentlich eine raue Oberfläche. Die Grundfarbe ist weißlich mit blassen bräunlichen oder lavendelfarbenen Flecken. Eier wiegen durchschnittlich 75,3 Gramm, was etwa zwölf Prozent der Körpermasse eines adulten Hornlundes entspricht. Das Ei wird von beiden Elternvögeln durchschnittlich 41,1 Tage bebrütet. Beide Elternvögel weisen Brutflecken auf. Das Küken hat ein Schlupfgewicht von 58,6 Gramm und wird bis zu sechs Tage lang gehudert und während des Tages zwischen drei und sechs Mal gefüttert. Die Elternvögel tragen jeweils durchschnittlich 13,7 Gramm Futter heran. Das Küken nimmt täglich bis zu 12 Gramm zu. Sie werden mit durchschnittlich 42,3 Tagen flügge. Die Jungvögel verlassen die Bruthöhle ohne Hilfe der Elternvögel. Es gibt keinen Hinweis darauf, dass die Jungvögel nach dem Ausfliegen noch von den Elternvögeln betreut werden.

## Bestand

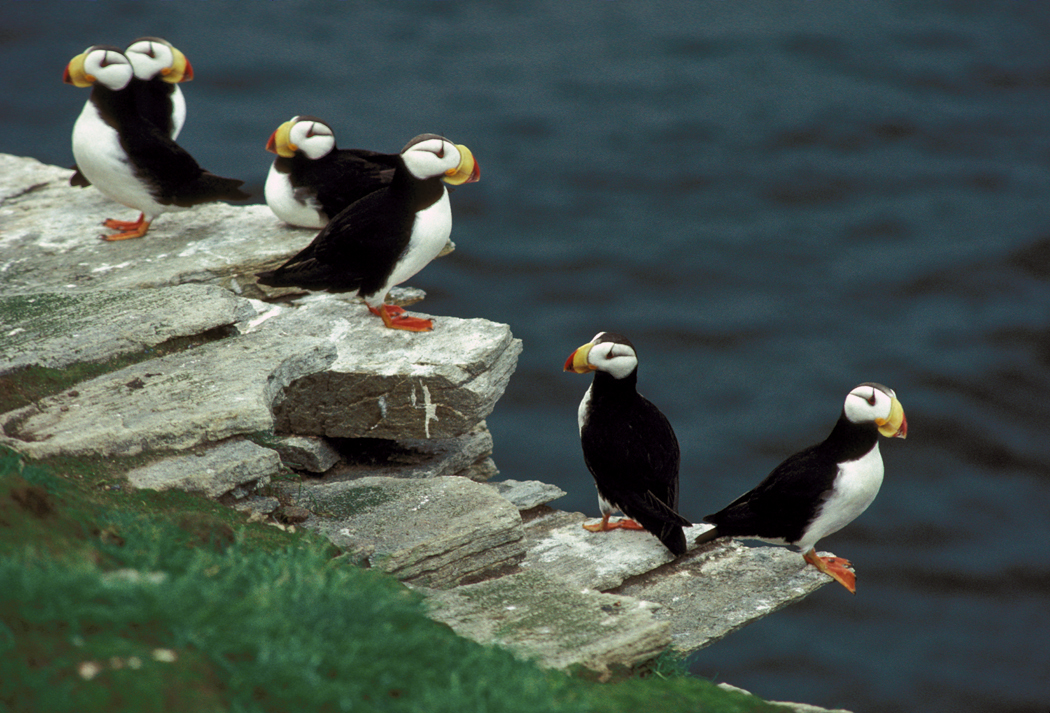
Hornlunde

Der Bestand wird auf 1,2 Millionen Brutvögel geschätzt. Etwa 62 Prozent des Weltbestandes brüten auf Inseln vor der Alaska-Halbinsel. Weitere acht Prozent brütet auf den Aleuten und auf Inseln der Beringsee. Im Gebiet des Ochotskischen Meeres brüten etwa 16 Prozent des globalen Bestandes. Die größte asiatische Kolonie befindet sich auf der Insel Talan im Ochotskischen Meer, wo etwa 100.000 bis 120.000 Brutvögel vorkommen. Etwa 17 Brutkolonien vor der Küste Alaska haben mehr als 10.000 Brutvögel. Die größte Ansammlung mit etwa 350.000 Brutvögeln befindet sich auf den Semidi Islands, einer Inselkette, die etwa mittig zwischen der Alaska-Halbinsel und der Tschirikow-Insel liegt. Allein Suklik Island, das zu dieser Inselgruppe gehört, weist mehr als 250.000 Brutvögel auf.

## Innere Systematik
Während es beim Papageitaucher, der atlantischen Schwesterart des Hornlundes, beträchtliche Unterschiede in der Körpergröße gibt, die mit der Gewässertemperatur positiv korrelieren, fehlt eine solche Differenzierung beim Hornlund, obwohl dies angesichts des großen Verbreitungsgebietes zu erwarten wäre. Die Ornithologen Anthony Gaston und Ian Jones deuten deshalb, dieses Fehlen eines Größenunterschiedes als Indiz dafür, dass der Hornlund weite Teile seines derzeitigen Verbreitungsgebietes erst nach dem Pleistozän besiedelte.

## Belege

### Einzelbelege
1. ↑  
Fratercula corniculata in der Roten Liste gefährdeter Arten der IUCN 2016. Eingestellt von: BirdLife International, 2016. Abgerufen am 10. Oktober 2017.
2. ↑  Factsheet auf BirdLife International
3. 1 2  Gaston et al., S. 294
4. ↑  Gaston et al., S. 293
5. ↑  Alderfer, S. 294
6. 1 2 3  Gaston et al., S. 296
7. ↑  Gaston et al., S. 294 und S. 295
8. 1 2 3  Gaston et al., S. 297
9. ↑  Gaston et al., S. 197
10. ↑  Gaston et al., S. 298